# Башур
Башу́р (рос. Башур) — присілок в Зав'яловському районі Удмуртії, Росія.
Розташоване на невеликій правій притоці річки Бидвайка, лівій притоці Позимі, на південний схід від присілка Зав'ялово.

## Населення
Населення — 113 осіб (2010; 64 в 2002).
Національний склад станом на 2002 рік:
- удмурти — 81 %

### Урбаноніми[3]
- вулиці — Зарічна, Центральна
- провулки — Ставковий